# Help Yourself (album de Faye Wong)
Pour les articles homonymes, voir Help Yourself.
Albums de Faye Wong
Toy
(1997) Eyes on Me
(1999)
Help Yourself, sorti en mai 1997, est le quatrième EP de Faye Wong.

## Titres
1. On Time (守時)
2. Guardian Angel (守護天使)
3. Help Yourself (自便)
4. Di-Dar (Historical Remix)
5. Promise (誓言) (Discovery Remix)
6. Sleepwalk (夢遊) (Universal Remix)